# 有家可歸的戀人們
《有家可歸的戀人們》，是一本由山本文緒創作的長編小說。1994年8月10日由集英社出版單行本。1998年1月20日出版成文庫本、2013年6月21日出版成角川文庫版。
2003年12月3日BS富士曾改編成電視劇，2017年改編成舞台劇。2018年4月TBS亦改編成電視連續劇。

## 故事簡介
佐藤真弓是一名結婚十三年的主婦，女兒升上中學後，她的育兒生活亦告一段落，於是便打算再次工作。但同時，她的丈夫卻愛上了一名有夫之婦…

## 書籍情報
- 集英社、1994年8月10日、ISBN978-4-08-775176-5
- 集英社文庫：1998年1月20日、ISBN978-4-08-748738-1
- 角川文庫：2013年6月21日、ISBN978-4-04-100872-0

## BS富士版電視劇
2003年12月3日20:00 - 21:45於BS富士播放。由齊藤由貴主演 。

### 登場角色
- 真弓：齊藤由貴
- 其他演員：大浦龍宇一（日语：大浦龍宇一）、余貴美子、内藤剛志（日语：内藤剛志）、朝丘雪路（日语：朝丘雪路）、根岸季衣（日语：根岸季衣）、石堂夏央（日语：石堂夏央）、織本順吉（日语：織本順吉）、佐佐木澄江、岩本多代（日语：岩本多代）、いしいすぐる（日语：いしいすぐる）、下村洋平（日语：下村洋平）、大河内浩（日语：大河内浩）、宮地雅子（日语：宮地雅子）、夏川さつき（日语：夏川さつき）、草野康太（日语：草野康太）、朱原實（日语：朱源実）、中上ちか（日语：中上ちか）、池津祥子（日语：池津祥子）、平野朝子（日语：平野朝子）

### 幕後人員
- 原作：山本文緒《有家可歸的戀人們》
- 導演：水谷俊之（日语：水谷俊之）
- 劇本：田中陽造（日语：田中陽造）
- 制作人：中川順平（日语：中川順平）
- 制作：ケイファクトリー（日语：ケイファクトリー）、富士電視台
- 企劃：清水賢治、石原隆（日语：石原隆）
- 音樂：村山達哉（日语：村山達哉）

## TBS版電視劇
2018年4月13日起星期五22:00 - 22:54於TBS「TBS週五連續劇」播放。由中谷美紀主演 。

### 登場人物

#### 主要人物
- 佐藤真弓〈41〉：中谷美紀（香港配音：黃玉娟）

結婚13年的專業主婦，28歲時因為懷孕和結婚而從旅行社辭職。女兒升上中學後遇到舊同事愛川，經她勸導後決定重返職場。
- 佐藤秀明〈39〉：玉木宏（香港配音：黃啟昌）

真弓的丈夫。於房屋銷售公司工作。
- 茄子田太郎〈47〉：中山裕介（日语：ユースケ・サンタマリア）（香港配音：李錦綸）

鎌倉市立早瀨中學國語科老師。
- 茄子田綾子〈43〉：木村多江（香港配音：梁少霞）

太郎的妻子。

#### 佐藤家
- 佐藤麗奈〈12〉：櫻田日和 [3]（香港配音：凌晞）

真弓和英明的女兒。私立友聖學園中等部1年級生。

#### 茄子田家
- 茄子田慎吾〈16〉：萩原利久（香港配音：鄧港文）

田太郎和綾子的兒子。高中2年級生。
- 茄子田千惠：梅澤昌代（日语：梅沢昌代）（香港配音：袁淑珍）

太郎的母親。
- 茄子田四郎：田村泰二郎（日语：田村泰二郎）（香港配音：林國雄）

太郎的父親。

#### 旅行代理店 ラクタビドットコム
- 愛川由紀〈41〉：笛木優子（香港配音：陸惠玲）

課長。真弓的舊同事，真弓回到職場後變成她的上司。
- 小島希望〈25〉：特林德爾·玲奈（香港配音：詹健兒）

真弓回到職場後的年輕同事。

#### 房屋銷售公司 渚ホームズ
- 森永桃〈29〉：高橋メアリージュン（日语：高橋メアリージュン）（香港配音：張頌欣）

秀明於職場的後輩。
- 竹田邦彦〈47〉：藤本敏史（日语：藤本敏史） (FUJIWARA) [4]（香港配音：蕭徽勇）

秀明的上司。

#### 咖喱店こまち
- 三浦圭介〈39〉：駿河太郎（日语：駿河太郎）（香港配音：劉奕希）

咖喱店店主。真弓的後輩、秀明的大學同學。
- 池田こはる〈19〉：福地桃子（香港配音：陳皓宜）

兼職職員。充滿好奇心。

#### 其他
- 尾野彌生：丘みつ子（日语：丘みつ子）（香港配音：雷碧娜）

真弓的母親。
- 楓：三木理紗子（日语：三木理紗子）（香港配音：何寶珊）

麗奈的同學。

#### 客串
第1集
- 平尾：峰竜太（日语：峰竜太）（香港配音：陳永信）

日本交流學校副校長，旅行社客戶。
- みゆき：長野里美（日语：長野里美）（第2集）

第3集
- 計程車司機：蛭子能收（日语：蛭子能収）（香港配音：陳永信）

第5集
- 奥村航一：村上新悟（日语：村上新悟）（香港配音：雷霆）

有出軌醜聞的演員。
第7集
- 宮越結衣：畑芽育（第8集）

田征隊的前輩。
第9集
- 藤村咲子：森口瑤子（第10集）

綾子的姊姊。
- 藤村凛：糸瀬七葉（日语：糸瀬七葉）（第10集）

咲子的女兒。
第10集
- 藤村：加藤虎ノ介（日语：加藤虎ノ介）

咲子的丈夫。

#### 幕後人員
- 原作：山本文緒《有家可歸的戀人們》(角川文庫)
- 導演：平野俊一（日语：平野俊一）、吉田健（日语：吉田健）、松田禮人（日语：松田礼人）
- 劇本：大島里美（日语：大島里美）
- 音樂：兼松衆（日语：兼松衆）
- 主題曲：Superfly「Fall」(華納音樂) [5]
- 外景拍攝：神奈川縣鐮倉市・藤澤市 [6]
- 製作人：高成麻畝子（日语：高成麻畝子）、大高さえ子（日语：大高さえ子）
- 製作：ドリマックス、TBS

#### 播放日程
| 集數                                     | 播映日期 | 標题                                                               | 導演     | 收視率 |
| ---------------------------------------- | -------- | ------------------------------------------------------------------ | -------- | ------ |
| 第1集                                    | 4月13日  | 夫婦のあるある満載!夫の秘密に妻の本音爆発!!                        | 平野俊一 | 9.3%   |
| 第2集                                    | 4月20日  | 急展開!妻は全てを知った!!                                          | 平野俊一 | 8.1%   |
| 第3集                                    | 4月27日  | 遂に地獄が始まる緊迫の4者会談…悪夢のBBQ!!                          | 吉田健   | 9.1%   |
| 第4集                                    | 5月4日   | 夫を惑わす魔女のヤバい本性                                         | 松田禮人 | 9.1%   |
| 第5集                                    | 5月11日  | 寝取られ夫の復讐 嵐の温泉旅                                        | 平野俊一 | 8.0%   |
| 第6集                                    | 5月18日  | 歪んだ愛の魔女が自宅を襲撃!! 極限ピンチに夫婦は…ラストに衝撃の告白 | 吉田健   | 7.9%   |
| 第7集                                    | 5月25日  | 離婚?復活愛?妻がゆれる時                                           | 松田禮人 | 9.0%   |
| 第8集                                    | 6月1日   | シングルマザーの大きな試練                                         | 平野俊一 | 7.7%   |
| 第9集                                    | 6月8日   | 元妻VS正妻狙う女因縁の対決                                         | 加藤尚樹 | 8.2%   |
| 第10集                                   | 6月15日  | 衝撃!!宿敵の女の秘密と過去                                         | 松田礼人 | 9.7%   |
| 最終話                                   | 6月22日  | 帰る家はどこ?涙の決意!!                                            | 平野俊一 | 9.3%   |
| （收視率由Video Research於關東地區統計） |          |                                                                    |          |        |

## 外部連結
- 有家可歸的戀人們 - TBS （页面存档备份，存于）

## 節目變遷
| 日本 TBS電視台 週五連續劇             | 日本 TBS電視台 週五連續劇                    | 日本 TBS電視台 週五連續劇 |
| ------------------------------------- | -------------------------------------------- | ------------------------- |
|                                       | 有家可歸的戀人們 （2018.04.13 - 2018.06.22） |                           |
| UNNATURAL （2018.01.12 - 2018.03.16） | 熱舞☆啦啦隊 （2018.07.13 - 2018.09.14）      |                           |

| 香港 myTV SUPER 日劇台 星期二 13:30 - 14:30、16:30 - 17:30、19:30 - 20:30及22:30 - 23:30 | 香港 myTV SUPER 日劇台 星期二 13:30 - 14:30、16:30 - 17:30、19:30 - 20:30及22:30 - 23:30 | 香港 myTV SUPER 日劇台 星期二 13:30 - 14:30、16:30 - 17:30、19:30 - 20:30及22:30 - 23:30 |
| ---------------------------------------------------------------------------------------- | ---------------------------------------------------------------------------------------- | ---------------------------------------------------------------------------------------- |
|                                                                                          | 有家可歸的戀人 （2018.06.19 - 2018.08.28）                                               |                                                                                          |
| 罪人的清白 （2018.05.08 - 2018.06.12）                                                   | 在這世界的角落 （2018.09.04 - 2018）                                                     |                                                                                          |
| 香港 J2 星期六、日 09:30 - 10:30                                                         |                                                                                          |                                                                                          |
| 法妻當自強 重播 （2020.11.07 - 2020.12.06）                                              | 有家可歸的戀人 （2020.12.12 - 2021.01.16）                                               | —                                                                                        |